# Cabo Santo David
O cabo santo David fica no extremo leste do País de Gales. O cabo é banhado pelo Canal de São Jorge. Sua localização de referência ao Reino Unido, o cabo fica no leste do Reino Unido. Ele é um dos pontos mais próximos da Irlanda. Próximo ao cabo, a indústria siderúrgica é maior fonte de renda. A divisão administrativa do País de Gales que ele se localiza é Dyfed, a maior região administrativa do país. 